# Ouahibrê
Ouahibrê est un prénom masculin de l'Égypte antique.
C'est le nom de Nesout-bity du pharaon Psammétique Ier.